# Варменштајнах
Варменштајнах (њем. Warmensteinach) општина је у њемачкој савезној држави Баварска. Једно је од 33 општинска средишта округа Бајројт. Према процјени из 2010. у општини је живјело 2.214 становника. Посједује регионалну шифру (AGS) 9472198.

## Географски и демографски подаци
Варменштајнах се налази у савезној држави Баварска у округу Бајројт. Општина се налази на надморској висини од 550–1024 метра. Површина општине износи 17,5 km². У самом мјесту је, према процјени из 2010. године, живјело 2.214 становника. Просјечна густина становништва износи 126 становника/km².